# Alfonso Garzón Granjas Familiares
Alfonso Garzón Granjas Familiares är en ort i Mexiko.   Den ligger i kommunen Tecate och delstaten Baja California, i den nordvästra delen av landet, 2 300 km nordväst om huvudstaden Mexico City. Alfonso Garzón Granjas Familiares ligger 698 meter över havet och antalet invånare är 1 188.
Terrängen runt Alfonso Garzón Granjas Familiares är kuperad, och sluttar västerut. Runt Alfonso Garzón Granjas Familiares är det ganska glesbefolkat, med 22 invånare per kvadratkilometer. Närmaste större samhälle är Tecate, 2,4 km norr om Alfonso Garzón Granjas Familiares. Omgivningarna runt Alfonso Garzón Granjas Familiares är i huvudsak ett öppet busklandskap.